# Potenza Sport Club 1977-1978
Questa voce raccoglie le informazioni riguardanti il Potenza Sport Club nelle competizioni ufficiali della stagione 1977-1978.

## Stagione
Dopo la retrocessione in Serie D al termine della stagione 1975-1976, complice una crisi dirigenziale del club culminata con le dimissioni del presidente Somma nel 1975, e il buon campionato 1976-1977 disputato tra i dilettanti, il presidente Lauciello ingaggia Lino De Petrillo come allenatore per la stagione 1977-1978, con l'obiettivo di riportare la società nel calcio professionistico. Al termine del campionato la squadra si classifica terzo posto, sufficiente a centrare la promozione nella neo istituita Serie C2, oltre ad avere il secondo miglior attacco del girone alle spalle di quello del Gallipoli vincitore del torneo; De Petrillo diventa così l'unico allenatore in grado di centrare due promozioni sulla panchina del Potenza. Il campionato è segnato però anche dai gravi avvenimenti registrati al termine della partita in trasferta giocata ad Andria il 5 marzo 1978: il pubblico di casa, a causa di decisioni arbitrali ritenute scorrette ed a favore del Potenza, invade il campo al termine dell'incontro ed aggredisce la terna arbitrale e gli agenti di pubblica sicurezza presenti; di conseguenza l'Andria verrà radiata dai ruoli federali ed esclusa dal campionato.

## Divise
La maglia del Potenza in questa stagione è differente da quella classica: di colore celeste, presenta una striscia obliqua rossa ed un'altra blu intervallate da una bianca.

## Organigramma Societario
Di seguito sono riportati i membri dello staff del Potenza Calcio nella stagione 1977-1978.
Area direttiva
- Presidente: Saverio Lauciello

Staff tecnico
- Allenatore: Lino De Petrillo, poi Alfredo Mancinelli (dalla 23ª giornata)

## Risultati

### Campionato

#### Girone di andata
|  | Nardò | 1 – 2 | Potenza |  |

|  | Potenza | 1 – 0 | Martina |  |

|  | Potenza | 2 – 0 | Manfredonia |  |

|  | Rosetana | 4 – 1 | Potenza |  |

|  | Potenza | 2 – 1 | Squinzano |  |

|  | Fasano | 1 – 0 | Potenza |  |

|  | Potenza | 4 – 0 | Pineto |  |

|  | Francavilla | 1 – 0 | Potenza |  |

|  | Potenza | 4 – 1 | Melfi |  |

|  | Gallipoli | 1 – 0 | Potenza |  |

|  | Potenza | 1 – 0 | Lavello |  |

|  | Lanciano | 1 – 0 | Potenza |  |

|  | Potenza | 2 – 1 | Monopoli |  |

|  | Bisceglie | 1 – 0 | Potenza |  |

|  | Potenza | 2 – 1 | Casarano |  |

|  | Mola | 0 – 0 | Potenza |  |

#### Girone di ritorno
|  | Potenza | 1 – 0 | Nardò |  |

|  | Martina | 1 – 0 | Potenza |  |

|  | Manfredonia | 1 – 1 | Potenza |  |

|  | Potenza | 5 – 1 | Rosetana |  |

|  | Squinzano | 1 – 0 | Potenza |  |

|  | Potenza | 1 – 1 | Fasano |  |

|  | Pineto | 0 – 1 | Potenza |  |

|  | Potenza | 1 – 0 | Francavilla |  |

|  | Melfi | 1 – 1 | Potenza |  |

|  | Potenza | 2 – 0 | Gallipoli |  |

|  | Lavello | 0 – 0 | Potenza |  |

|  | Potenza | 1 – 1 | Lanciano |  |

|  | Monopoli | 0 – 0 | Potenza |  |

|  | Potenza | 2 – 1 | Bisceglie |  |

|  | Casarano | 1 – 2 | Potenza |  |

|  | Potenza | 1 – 0 | Mola |  |

### Coppa Italia Semiprofessionisti

#### Fase eliminatoria a gironi - Girone 27
| Squadra  | P.ti | G | V | N | P | GF | GS | DR |
| -------- | ---- | - | - | - | - | -- | -- | -- |
| Matera   | 6    | 4 | 2 | 2 | 0 | -  | -  | -  |
| Potenza  | 5    | 4 | 1 | 3 | 0 | 3  | 2  | +1 |
| Barletta | 0    | 4 | 0 | 0 | 1 | -  | -  | -  |

| Potenza 21 agosto 1977 1ª giornata             | Potenza   | 1 – 0 | Barletta | Stadio Alfredo Viviani |
| \| \| \| \| \| De Biase 54’ \| Marcatori \| \| |           |       |          |                        |
|                                                |           |       |          |                        |
| De Biase 54’                                   | Marcatori |       |          |                        |

| Potenza 24 agosto 1977 2ª giornata                          | Potenza   | 1 – 1           | Matera | Stadio Alfredo Viviani |
| \| \| \| \| \| Falce 63’ \| Marcatori \| 90’ Petruzzelli \| |           |                 |        |                        |
|                                                             |           |                 |        |                        |
| Falce 63’                                                   | Marcatori | 90’ Petruzzelli |        |                        |

| Barletta 31 agosto 1977 3ª giornata                       | Barletta  | 1 – 1         | Potenza | Stadio Cosimo Puttilli |
| \| \| \| \| \| Tiozzo 9’ \| Marcatori \| 43’ Caligiuri \| |           |               |         |                        |
|                                                           |           |               |         |                        |
| Tiozzo 9’                                                 | Marcatori | 43’ Caligiuri |         |                        |

| Matera 4 settembre 1977 4ª giornata | Matera | 0 – 0 | Potenza | Stadio XXI Settembre-Franco Salerno |

## Statistiche

### Statistiche di squadra
| Competizione                    | P.ti | In casa | In casa | In casa | In casa | In casa | In casa | In trasferta | In trasferta | In trasferta | In trasferta | In trasferta | In trasferta | Totale | Totale | Totale | Totale | Totale | Totale | D.R. |
| Competizione                    | P.ti | G       | V       | N       | P       | Gf      | Gs      | G            | V            | N            | P            | Gf           | Gs           | G      | V      | N      | P      | Gf     | Gs     | D.R. |
| ------------------------------- | ---- | ------- | ------- | ------- | ------- | ------- | ------- | ------------ | ------------ | ------------ | ------------ | ------------ | ------------ | ------ | ------ | ------ | ------ | ------ | ------ | ---- |
| Serie D                         | 41   | 16      | 14      | 2       | 0       | 32      | 8       | 16           | 3            | 5            | 8            | 8            | 15           | 32     | 17     | 7      | 8      | 40     | 23     | +17  |
| Coppa Italia Semiprofessionisti | 5    | 2       | 1       | 1       | 0       | 2       | 1       | 2            | 0            | 2            | 0            | 1            | 1            | 4      | 1      | 3      | 0      | 3      | 2      | +1   |
| Totale                          | 46   | 18      | 15      | 3       | 0       | 34      | 9       | 18           | 3            | 7            | 8            | 9            | 16           | 36     | 18     | 10     | 8      | 43     | 25     | +18  |